# Ens (Flevoland)
Pour les articles homonymes, voir Ens.
Ens est l'un des dix villages de la commune néerlandaise de Noordoostpolder, dans la province du Flevoland.
Il a été créé en 1946, le 1er janvier 2009, il comptait 3 104 habitants.

## Toponymie
Ce village récent tire son nom d'un ancien village, également nommé Ens, situé sur la partie méridionale de l'ancienne île de Schokland.

## Population et société

### Enseignement
Trois écoles élémentaires

### Cultes

#### Culte protestant
Ens a une paroisse protestante, « De Zaaier » (le Semeur), affiliée à l'Église protestante des Pays-Bas.

#### Culte catholique
La ville a une église catholique, « Onze Lieve Vrouw », consacrée le 6 août 1956 par l'évêque catholique de Groningue. La paroisse a été regroupée en 2015 avec celles des villes voisines de Kraggenburg, Luttelgeest et Marknesse, sous le vocable « Paroisse Emmaüs ».

### Activités sportives et culturelles
La ville dispose d'un gymnase, d'un tennis et d'un terrain de sport.

### Tourisme
La ville a deux campings et un accueil en Bed and Breakfast.

## Galerie

Ens (Flevoland)
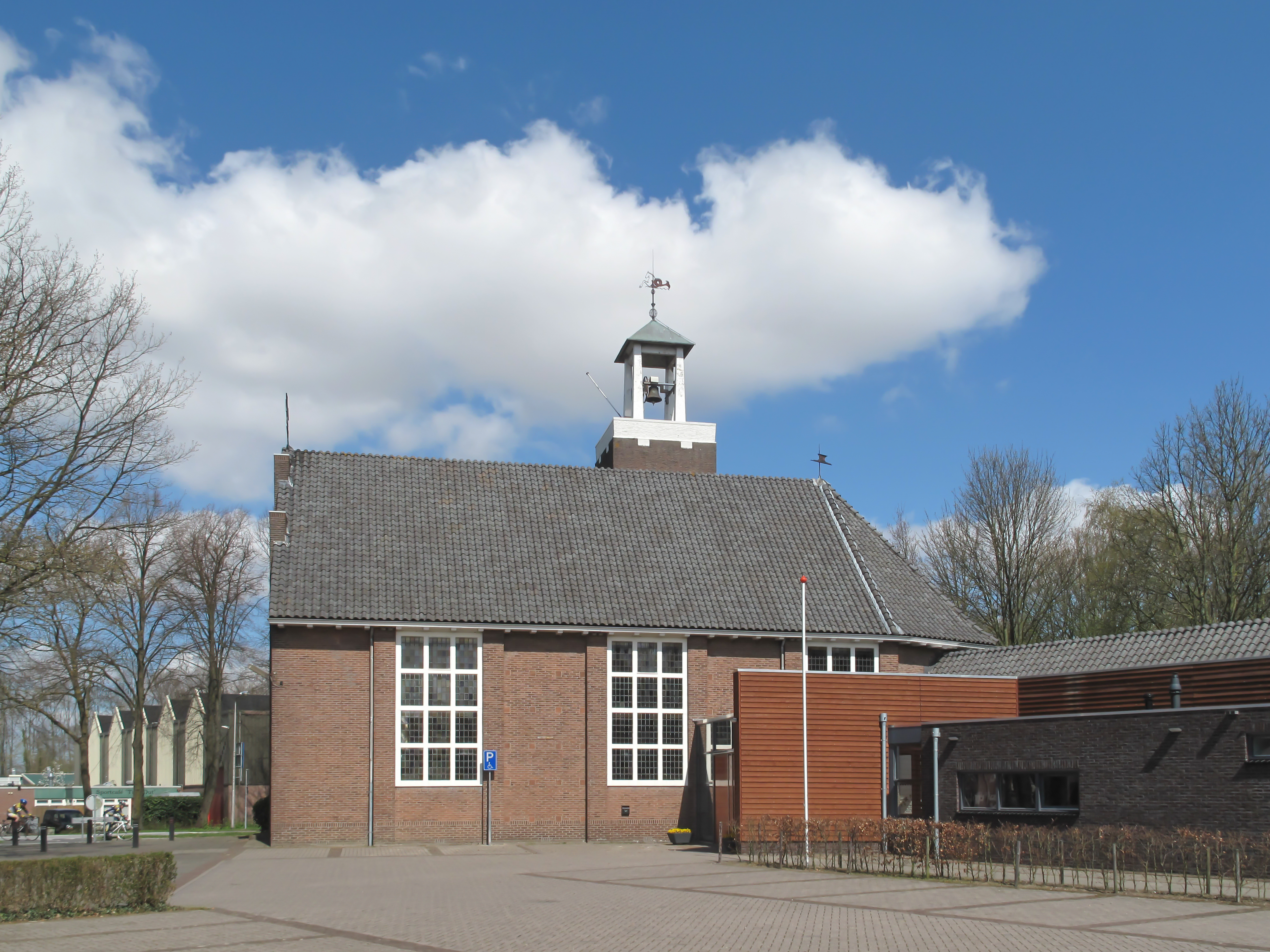
Une église protestante
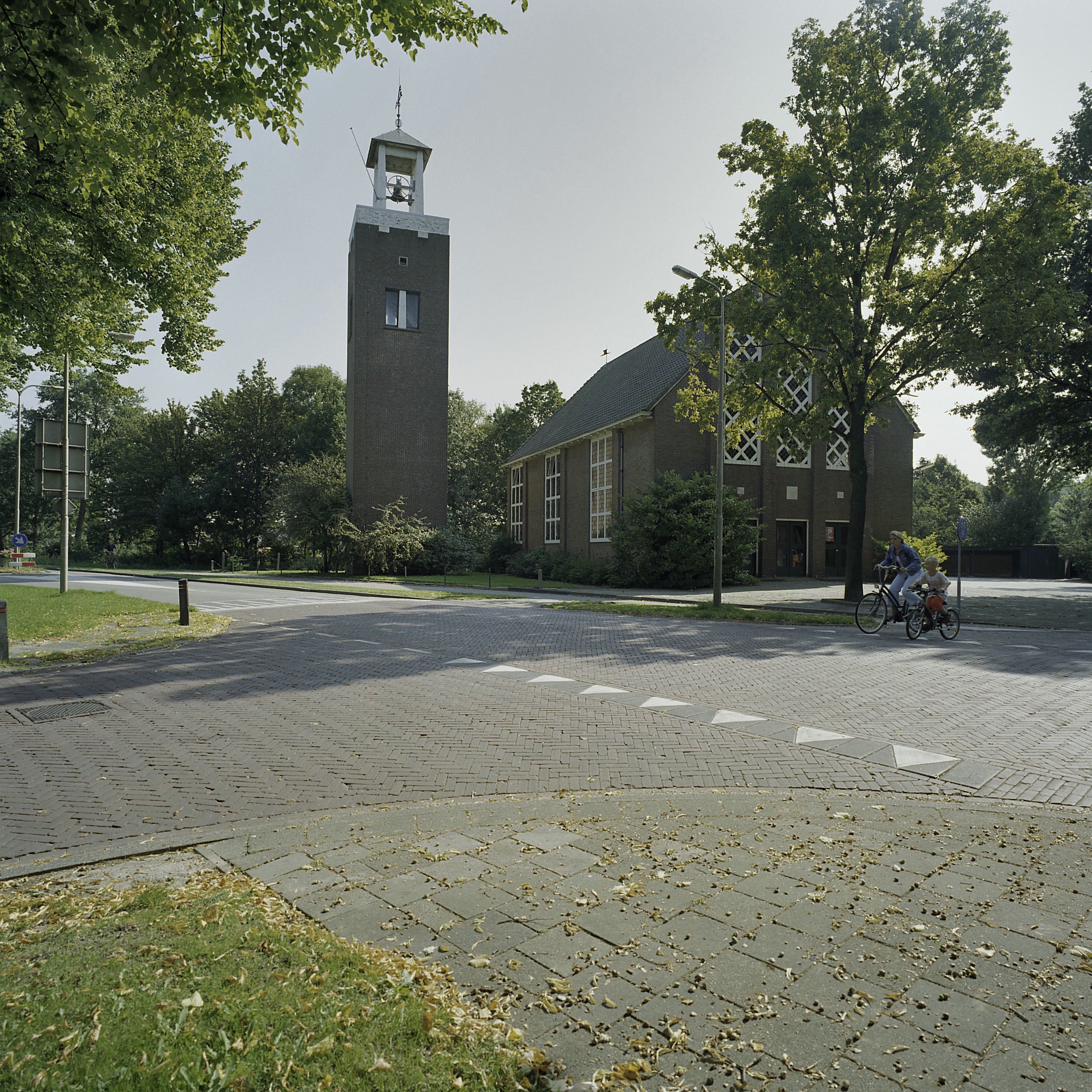
Une autre église protestante
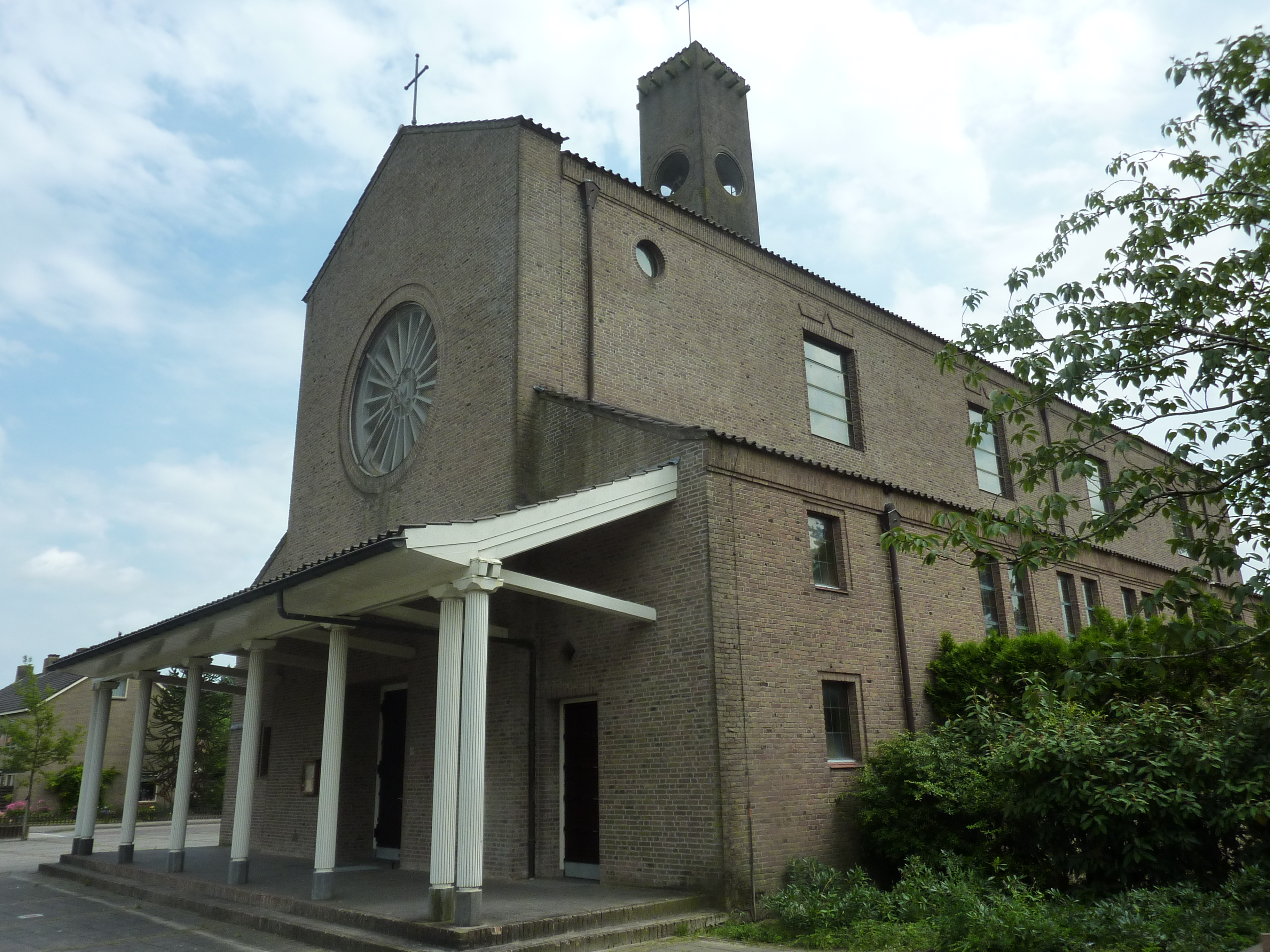
L'église catholique
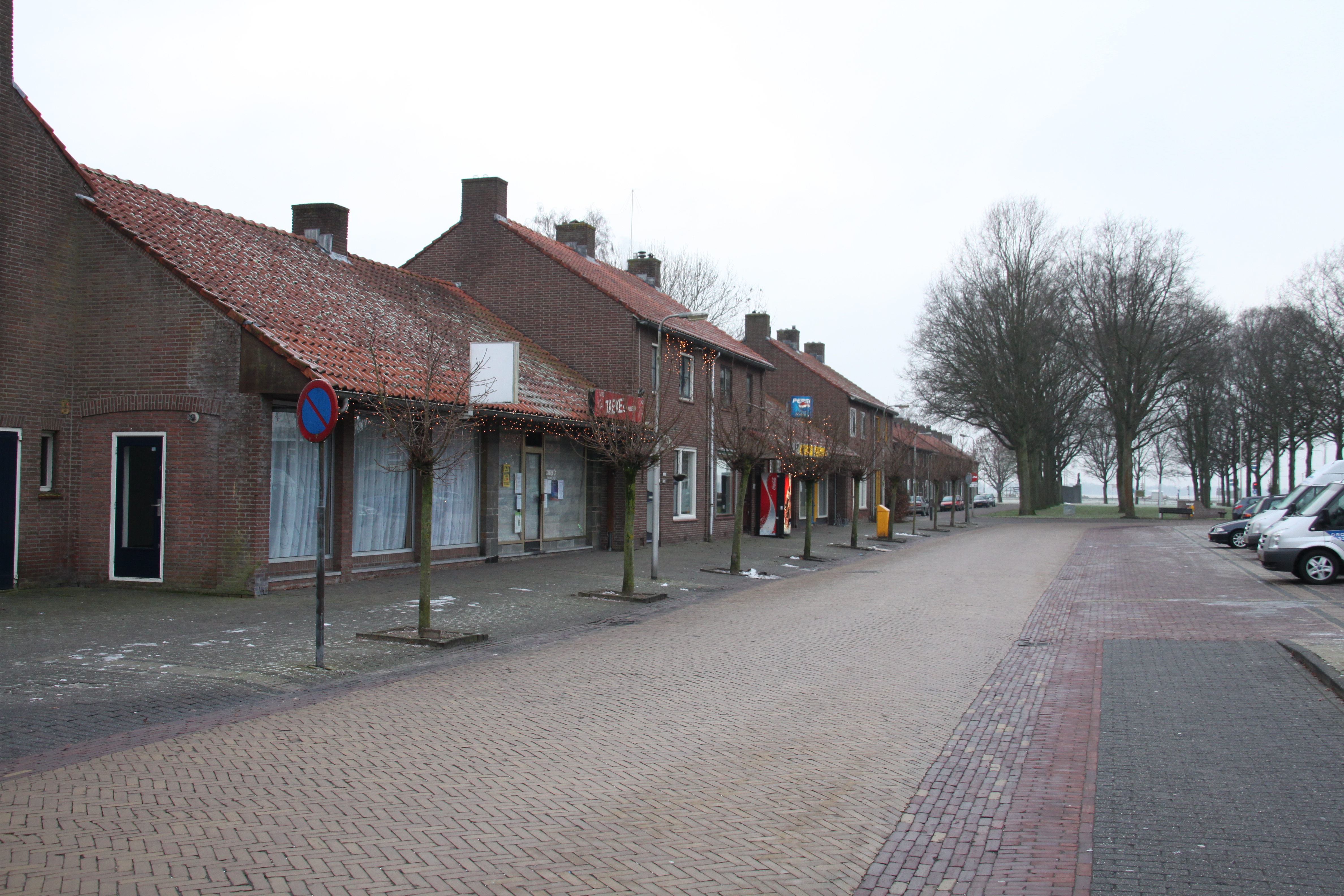
Une rue
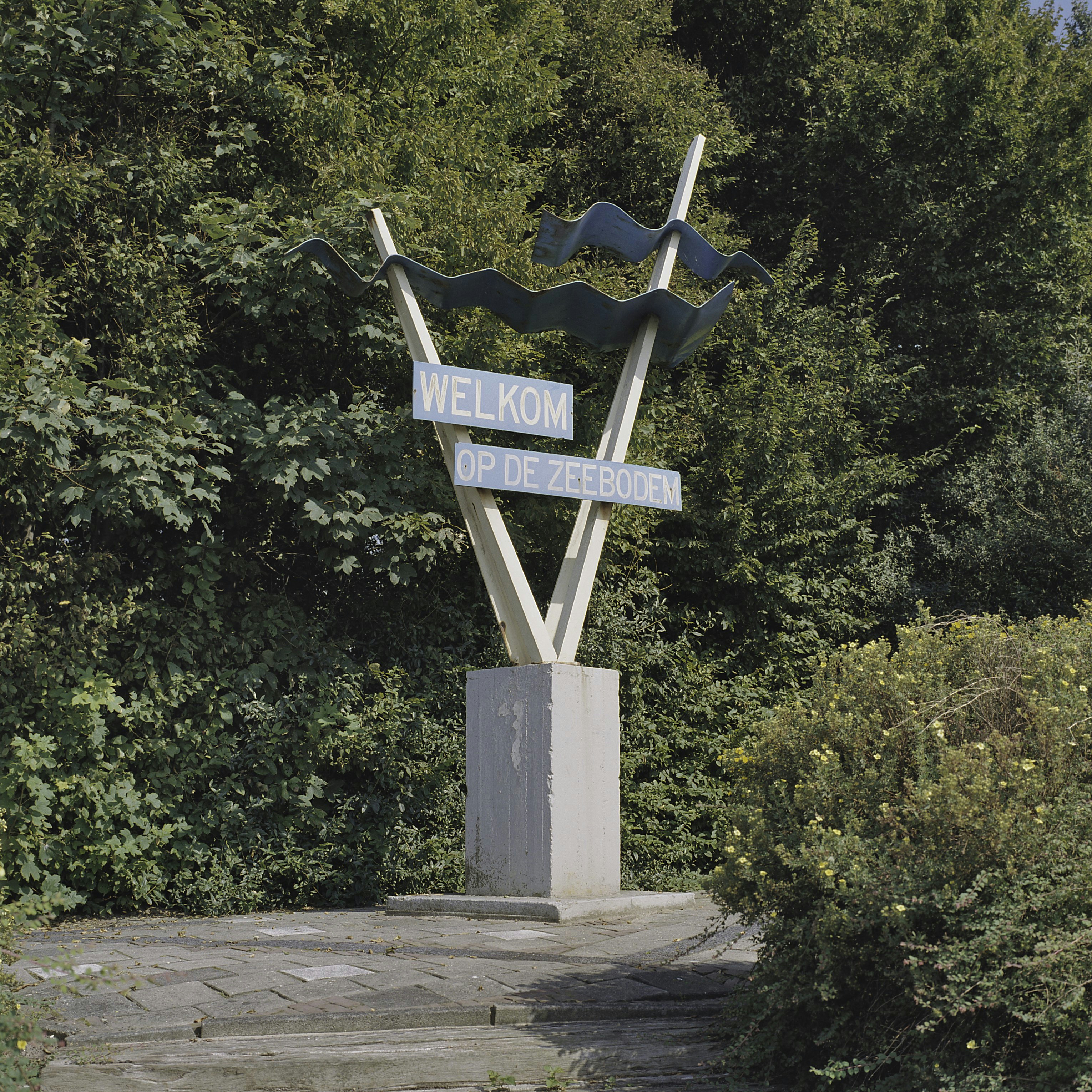
Monument de bienvenue